# Gliese 546
Gliese 546 è una stella che si trova a circa 47 anni luce di distanza dal Sistema solare. Appartiene alla sequenza principale ma è più piccola e fredda e meno luminosa rispetto al Sole, infatti la sua classe spettrale è stimata tre K5 V e K8 V. Pur essendo una stella relativamente vicina alla Terra, è troppo debole per poter essere visibile ad occhio nudo. La sua magnitudine apparente, infatti, è 8,63, mentre la magnitudine assoluta è 7,57.
Nomenclature alternative: HIP-70218, LHS-2903, SAO-83309.